# Aydat
Aydat (/ïda/) est une commune française située dans le département du Puy-de-Dôme, en région Auvergne-Rhône-Alpes. Elle fait partie de l'aire d'attraction de Clermont-Ferrand.

## Géographie

### Localisation

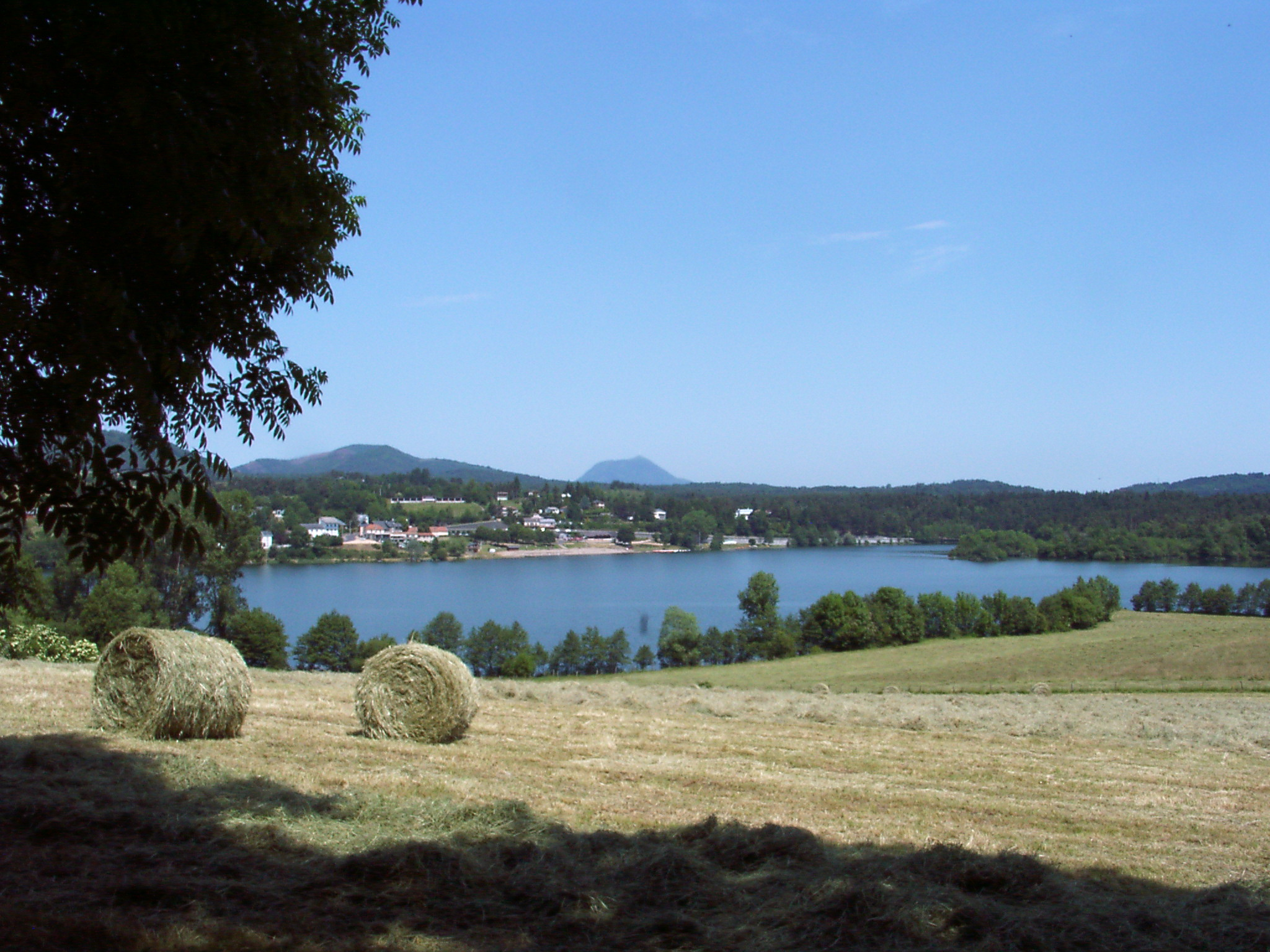
Le lac d'Aydat.

La commune d'Aydat est située dans l'aire d'attraction de Clermont-Ferrand, à 24 kilomètres au sud-ouest de la préfecture départementale et ancienne capitale régionale Clermont-Ferrand.
Elle est adhérente du parc naturel régional des Volcans d'Auvergne, dont le siège est situé au château de Montlosier sur le territoire communal.
Huit communes sont limitrophes :
| Nébouzat                    | Saint-Genès-Champanelle |                |
| Aurières, Saulzet-le-Froid  | Aydat                   | Saint-Saturnin |
| Le Vernet-Sainte-Marguerite | Saint-Nectaire          | Cournols       |

### Géologie et relief

#### Relief
La commune est limitée au nord et à l'est par les puys de la Vache et de Lassolas, au sud par les gorges de la Monne, et au sud-ouest par la Veyre. Les paysages d'Aydat sont notamment constitués par de grands plateaux, de la montagne de la Serre à la vallée de la Veyre et au plateau des Dômes, ce dernier étant composé de nombreux volcans de la chaîne des Puys :
- Puy de Charmont : 1 137 m,
- Puy de la Rodde : 1 131 m,
- Puy de la Combregrasse : 1 121 m,
- Puy de Vichatel : 1 095 m,
- Puy de Montchal : 1 094 m,
- Puy de Montjuger : 1 094 m,
- Puy de la Toupe : 1 074 m,
- Puy de Boursoux : 1 057 m,
- Fallateuf : 1 016 m (ce volcan n'appartient pas à la chaîne des Puys car plus ancien),
- Mont Redon : 871 m (ce volcan n'appartient pas à la chaîne des Puys car plus ancien).

Les puys, autrefois utilisés pour les estives, sont recouverts d'une « végétation arbustive » et de « plantations de résineux ». Le paysage fut modifié notamment à la suite de la tempête du 6 au 8 novembre 1982 qui a notamment arraché la quasi-totalité des arbres de la face Nord-Est du puy de Charmont.
Le plateau d'altitude, ou des Dômes, ouvert et « légèrement vallonné », offre un panorama sur la chaîne des Puys, le massif du Sancy, la Limagne et le Livradois. L'altitude varie de 900 à plus de 1 000 mètres. Quelques villages de la commune sont situés sur ces plateaux, comme Verneuge ou Phialeix.
Au sud-est, le plateau « chaotique », d'une altitude de 900 à 1 000 mètres, se caractérise par un paysage « composé de successions de bosses et creux d'où effleurent de gros blocs rocheux aux formes plus ou moins « coupantes » », mais défavorable à l'agriculture. À l'extrême sud de ce plateau, les gorges de la Monne se caractérisent par des « gorges profondes et étroites, aux versants extrêmement abrupts ».
La montagne de la Serre, d'une altitude de 900 à 1 000 mètres, se caractérise dans la commune par de nombreuses zones de pâturages associées à des zones de cultures.
Les rebords abrupts, à fortes pentes, marquent une zone de rupture entre les zones de plateaux et la vallée de la Veyre.
En aval, la vallée de la Veyre (altitude de 600 à 850 mètres) est encaissée entre deux versants abrupts.

#### Géologie
La commune est située sur le plateau occidental du Massif central, socle métamorphique cristallin concernant 70 % du territoire communal.

#### Hydrogéologie
Les eaux souterraines, présentes notamment dans « les niveaux volcaniques récents » tels que la cheire d'Aydat, et exploitées à Rouillas-Bas, alimentent le réseau nord du SIVOM d'Issoire et le sud de l'agglomération clermontoise.

### Hydrographie
Le territoire de la commune est traversé par la cheire d'Aydat, coulée de basalte issu des puys de la Vache et de Lassolas. Cette longue coulée (14 km) a créé un barrage naturel qui a provoqué la formation de deux lacs qui se situent sur la commune : le lac d'Aydat(837 m) et le lac de la Cassière (861 m).
La Veyre traverse la commune d'ouest en est. Le lit de la rivière est couvert par une coulée de lave en aval du lac d'Aydat.

### Climat
Pour des articles plus généraux, voir Climat d'Auvergne-Rhône-Alpes et Climat du Puy-de-Dôme.
En 2010, le climat de la commune est de type climat de montagne, selon une étude du Centre national de la recherche scientifique s'appuyant sur une série de données couvrant la période 1971-2000. En 2020, Météo-France publie une typologie des climats de la France métropolitaine dans laquelle la commune est exposée à un climat de montagne ou de marges de montagne et est dans une zone de transition entre les régions climatiques « Ouest et nord-ouest du Massif Central » et « Nord-est du Massif Central ».
Pour la période 1971-2000, la température annuelle moyenne est de 8,6 °C, avec une amplitude thermique annuelle de 15,3 °C. Le cumul annuel moyen de précipitations est de 1 099 mm, avec 11 jours de précipitations en janvier et 8,3 jours en juillet. Pour la période 1991-2020, la température moyenne annuelle observée sur la station météorologique de Météo-France la plus proche, « Vernines », sur la commune de Vernines à 7 km à vol d'oiseau, est de 8,6 °C et le cumul annuel moyen de précipitations est de 918,5 mm,. Pour l'avenir, les paramètres climatiques de la commune estimés pour 2050 selon différents scénarios d'émission de gaz à effet de serre sont consultables sur un site dédié publié par Météo-France en novembre 2022.

### Milieux naturels et biodiversité
La commune fait partie de plusieurs zones protégées, huit zones naturelles d'intérêt écologique, faunistique et floristique recensées par l'inventaire national du patrimoine naturel dont :
- la ZNIEFF « Gorges de la Monne »[RAP 10] ;
- la ZNIEFF « Mont Redon »[RAP 10], à l'est de la commune, d'une superficie de 654 hectares[11] ;
- la ZNIEFF de 2e génération « Lac d'Aydat », couvrant le lac[12] ;
- la ZNIEFF de 2e génération « Puys de la Vache et Lassolas et Cheires », d'une superficie de 1 140 hectares[13] ;
- la ZNIEFF de 2e génération « Environs de Pourcharet », au nord-ouest de la commune, d'une superficie de 500 hectares[14] ;

ainsi que deux zones Natura 2000 : « Vallées et coteaux xérothermiques des Couzes et Limagnes » et « Chaîne des Puys » ; et deux zones importantes pour la conservation des oiseaux : des Couzes Nord et « Montagne de la Serre ».

## Urbanisme

### Typologie
Au 1er janvier 2024, Aydat est catégorisée commune rurale à habitat dispersé, selon la nouvelle grille communale de densité à sept niveaux définie par l'Insee en 2022.
Elle est située hors unité urbaine. Par ailleurs la commune fait partie de l'aire d'attraction de Clermont-Ferrand, dont elle est une commune de la couronne,. Cette aire, qui regroupe 209 communes, est catégorisée dans les aires de 200 000 à moins de 700 000 habitants,.

### Occupation des sols
L'occupation des sols de la commune, telle qu'elle ressort de la base de données européenne d’occupation biophysique des sols Corine Land Cover (CLC), est marquée par l'importance des forêts et milieux semi-naturels (48,2 % en 2018), en diminution par rapport à 1990 (49,1 %). La répartition détaillée en 2018 est la suivante : 
forêts (41,6 %), prairies (31,3 %), zones agricoles hétérogènes (13,5 %), milieux à végétation arbustive et/ou herbacée (6,6 %), zones urbanisées (4,2 %), terres arables (1,6 %), eaux continentales (1,2 %). L'évolution de l’occupation des sols de la commune et de ses infrastructures peut être observée sur les différentes représentations cartographiques du territoire : la carte de Cassini (XVIIIe siècle), la carte d'état-major (1820-1866) et les cartes ou photos aériennes de l'IGN pour la période actuelle (1950 à aujourd'hui).

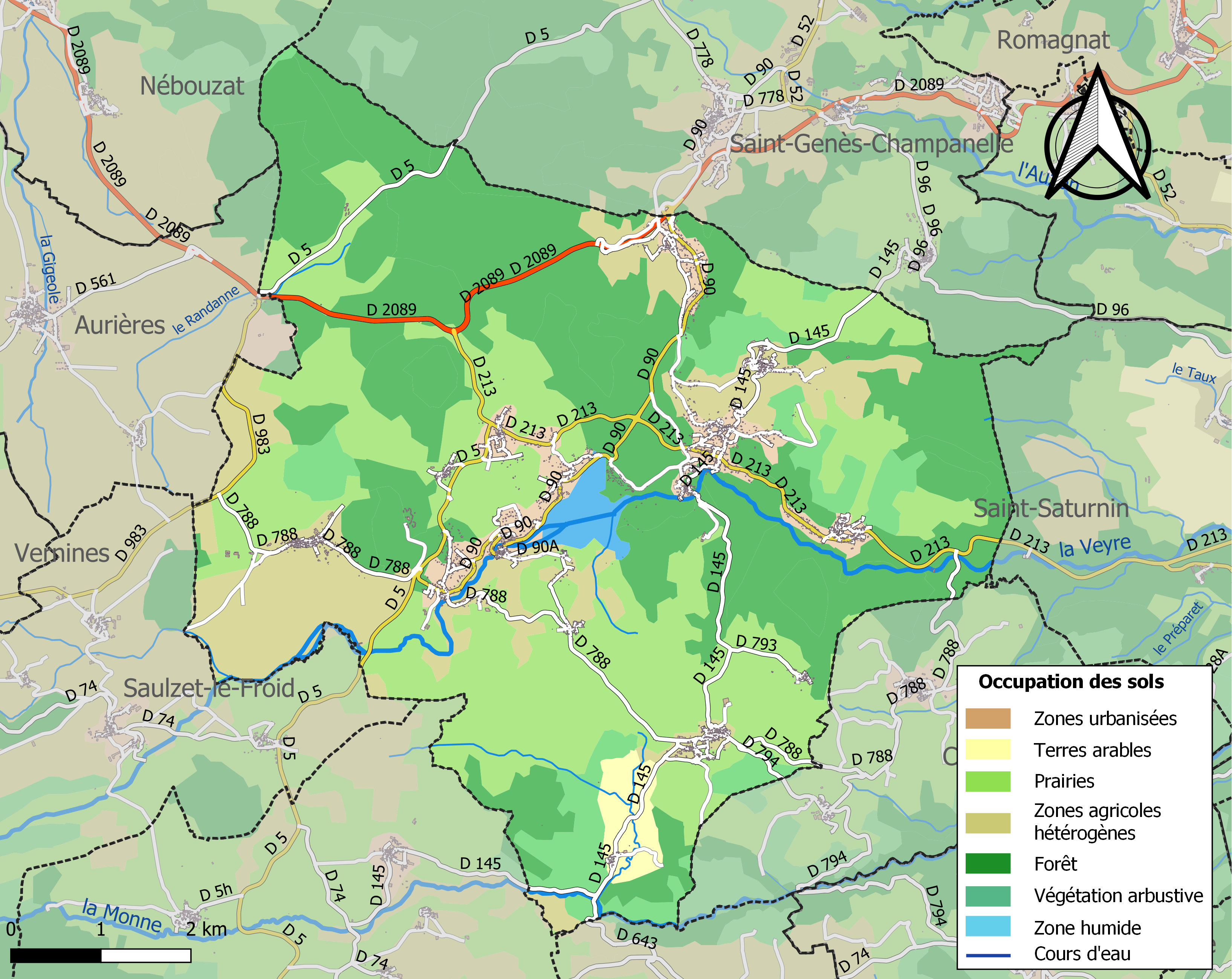
Carte des infrastructures et de l'occupation des sols de la commune en 2018 (CLC).

### Morphologie urbaine
La commune est composée de dix-sept villages : la Cassière, Fohet, Fontclairant, la Garandie, le Lot, le Mas, Phialeix, Ponteix, Poudure, Prades, Rouillas-Haut, Rouillas-Bas, Saint-Julien, Sauteyras, Verneuge et Veyréras, ainsi que le château de Montlosier, siège du parc naturel régional.
Dans tous les villages (sauf à la Garandie), l'habitat est groupé en villages « tas », l'habitat isolé n'existant que pour certains bâtiments agricoles récents. Toutefois, l'urbanisation de certains villages a contraint à la déstructuration de ces villages « tas » et à l'hétérogénéisation des constructions.

#### Aydat (chef-lieu)
Le chef-lieu (45° 39′ 38″ N, 2° 58′ 30″ E), traversé par la route départementale 90, est situé « en fond de la vallée de la Veyre ». Le bâti (équipements publics, commerces) est en bon état, sauf pour un ensemble rural. L'urbanisation récente, au sud de la vallée, rompt avec la tradition du village « tas ».

#### La Cassière
La Cassière (45° 41′ 24″ N, 3° 00′ 00″ E) est un village situé au nord de la commune, traversé par la route départementale 90 et proche de l'ancienne route nationale 89 déclassée.
En 1791, il dépendait de la paroisse de Montredon, l'une des trois de l'actuelle commune d'Aydat. Peuplé de seulement trente habitants dans les années 1940, les constructions de maisons dans les années 1960 ont permis l'accroissement démographique du village pour atteindre 250 habitants ; c'est, après Rouillas-Bas, le deuxième village le plus peuplé de la commune.

#### Fohet
Fohet (45° 38′ 38″ N, 3° 00′ 07″ E), située au sud de la commune et au croisement de trois routes départementales (145, 788 et 794), est dans un fond de vallon et comprend deux centres anciens : un autour de l'église, et un autre concentrant quelques fermes.

#### Fontclairant
Fontclairant (45° 40′ 05″ N, 2° 57′ 58″ E) est un petit village (traversé par la route de Besse, sur un ancien tracé de la RD 5) sans caractéristiques touristiques notables.

#### La Garandie
La Garandie (45° 39′ 40″ N, 2° 56′ 49″ E) est située à l'ouest d'Aydat et traversée par la route départementale 788 (rue des Fontaines, puis route du Mont-Dore). Ce village comptait 145 habitants en 1999 et 187 en 2010. Il fut détruit par un incendie en 1880. Il comptait encore au milieu du XXe siècle « trois bars [et] deux épiceries » entre autres. Un village vacances fut construit vers 1970. L'école du village ferma en 1970 à la suite de la diminution des effectifs.
Il compte « de nombreuses vieilles bâtisses » en bon état, complétées par des maisons contemporaines, notamment des années 1970, ternissant l'aspect traditionnel du bourg.

#### Le Lot
Le Lot (45° 40′ 01″ N, 3° 00′ 00″ E), traversé par la D 145, est situé dans un fond de vallée au bord de la Veyre. Le bâti traditionnel a fait l'objet de rénovations.

#### Le Mas
Le Mas a les caractéristiques d'un village « tas » mais certaines constructions rompent avec l'architecture originale du village.

#### Phialeix
Phialeix (45° 39′ 11″ N, 2° 59′ 02″ E) a les caractéristiques d'un village « tas » ; l'urbanisation ne rompt pas avec le bâti traditionnel.

#### Ponteix
Ponteix (45° 39′ 47″ N, 3° 01′ 23″ E), traversé par la D 213 (route de Rouillas, puis route de Saint-Amant vers l'aval), présente également un bâti hétérogène, avec une zone pavillonnaire à l'entrée haute.

#### Poudure
L'architecture de la zone pavillonnaire est sans rapport avec le village initial.

#### Prades
Le village (45° 37′ 46″ N, 2° 59′ 28″ E) est situé à l'entrée des gorges de la Monne.

#### Rouillat Haut (ou Rouillas Haut)
Rouillas-Haut, ou Rouillat Haut (45° 40′ 46″ N, 3° 00′ 40″ E) est traversé par la route départementale 145, au sud de la montagne de la Serre. Ce village est connu pour sa « Ronde des fables », réalisée par l'artiste local Michel David. Ses panneaux indicateurs inspirés des Fables de Jean de La Fontaine égaient les rues du village. La statue de François-Jean Jacob, producteur de saint-nectaire originaire de la région, est un autre point d'intérêt.

#### Rouillat Bas (ou Rouillas Bas)
Rouillas-Bas, ou Rouillat Bas (45° 40′ 21″ N, 3° 00′ 18″ E), est traversé par les routes départementales 145 et 213. Aucun caractère particulier n'est identifié dans ce village.

#### Saint-Julien
Lieu-dit traversé par la D 788, Saint-Julien comprend deux constructions anciennes.

#### Sauteyras
Un kilomètre au nord du chef-lieu par la D 90, Sauteyras (45° 40′ 08″ N, 2° 58′ 56″ E) est un village touristique bordé par le lac d'Aydat, présentant des habitations à usage secondaire des années 1960-1970, ne « [reflétant] pas la qualité du site naturel », la plupart sont habitées à l'année, certaines sont transformées en locations de vacances.

#### Verneuge
Verneuge (45° 40′ 19″ N, 2° 58′ 23″ E) est traversé par les routes départementales 5 (vers Murol) et 213 (vers le col de la Ventouse et les villages en aval). Les constructions sont hétérogènes notamment au niveau architectural.

#### Veyréras
Veyréras (45° 39′ 22″ N, 2° 57′ 58″ E) est situé en amont du lac d'Aydat, avec un « bâti traditionnel dense » aux abords du bourg, rompant totalement avec l'architecture du village initial.

### Logement
En 2014, la commune comptait 1 409 logements, contre 1 301 en 2009. Parmi ces logements, 69,2 % étaient des résidences principales, 23,8 % des résidences secondaires et 7 % des logements vacants. Ces logements étaient pour 90,4 % d'entre eux des maisons individuelles et pour 5,4 % des appartements.
La proportion des résidences principales, propriétés de leurs occupants était de 84,2 %, en hausse sensible par rapport à 2009 (83,6 %). La part de logements HLM loués vides était de 2,5 % (contre 2,8 %).

### Planification de l'aménagement
La compétence « urbanisme » de la commune a été transférée à la communauté de communes Mond'Arverne Communauté depuis le 1er janvier 2018. Le plan local d'urbanisme de la commune était prévu pour être approuvé en décembre 2017. La communauté de communes élabore un plan local d'urbanisme intercommunal (PLUI).
La commune, comme la communauté de communes, fait partie du périmètre du schéma de cohérence territoriale (SCOT) du pays du Grand Clermont.

### Voies de communication et transports

#### Voies routières
Le territoire de la commune est traversé au nord par la route départementale (RD) 2089, anciennement route nationale 89, axe de Clermont-Ferrand à Bordeaux, où elle croise la RD 213 à hauteur du col de la Ventouse et à l'ouest par la RD 983, ancienne route nationale 683, menant à la commune de Mont-Dore.
La route départementale 213 dessert les communes de l'ancien canton de Saint-Amant-Tallende : elle traverse le lieu-dit Rouillat Bas où elle croise la RD 145 ; plus haut, la RD 90 permet d'accéder au bourg et au lieu-dit de la Cassière, et enfin la RD 5 relie du nord au sud Verneuge aux communes de l'est et du sud du massif du Sancy (Murol, Besse-et-Saint-Anastaise). Cette dernière route permet aussi de desservir le sud-ouest de l'agglomération clermontoise (de Randanne, lieu-dit de la commune d'Aurières, à Saint-Genès-Champanelle).
En outre, d'autres départementales assurent un maillage limité à un ou plusieurs lieux-dits de la commune : la RD 90a (reliant Aydat à Poudure), la RD 145 (Rouillat Haut, Rouillas Bas, Le Lot, Fohet et Prades), la RD 788 (La Garandie, Veyréras, Saint-Julien, Phialeix, Fohet), la RD 793 (reliant la RD 145 au Mas) et la RD 794 (reliant Fohet à Chabanne, commune de Cournols).

### Énergie
La gestion de l'éclairage public est assurée par le syndicat intercommunal d'électricité et de gaz (SIEG) du Puy-de-Dôme.

### Risques naturels et technologiques
La commune est soumise aux risques naturels d'inondation, de feu de forêt, de phénomènes liés à l'atmosphère et de séisme. Elle n'a pas élaboré de DICRIM ni de plan communal de sauvegarde.
La commune ne se situe pas dans un territoire à risque important d'inondation et ne figure pas dans un atlas des zones inondables. Un plan de prévention du risque inondation concernant six communes du bassin de la Veyre, incluant Aydat, a été approuvé par un arrêté préfectoral du 22 décembre 2008. Les pentes de la Veyre dans le secteur du centre-ville, prononcées, favorisent des « vitesses d'écoulement importantes ». En amont, quelques maisons pourraient être inondées, et en aval, un camping et des équipements sportifs seraient affectés.
Aydat se situe dans la zone de sismicité de niveau 3 (modérée),.

## Toponymie
Le nom de la localité est attesté sous la forme Avitacum au Ve siècle.
Il s'agit d'une formation toponymique gallo-romaine en -(i)acum suffixe gaulois localisant à l'origine, puis marquant la propriété. Il est précédé du nom de personne latin Avitus, porté par un autochtone, d'où le sens global de « domaine d'Avitus ». Cet Avitus est probablement le noble arverne Eparchus Avitus, devenu brièvement empereur de Rome et dont la fille Papianelle a épousé Sidoine Apollinaire qui va hériter du domaine qu'il décrit d'ailleurs.
La forme romane d'origine Aidac a subi l'amuïssement du -c final, caractéristique de l'Auvergne et du Limousin (le reste du domaine d'oc conservant -ac en général). En a découlé le nom en dialecte auvergnat utilisé dans le passé : Aidat,.
La commune s'appelait Saint Barthelemy d'Aydat et Montredon sous l'an II.

## Histoire
En juin 465, Sidoine Apollinaire décrit à son ami Domitius sa villa d'Avitacum, située selon la tradition autour du lac d'Aydat (Epistulae, II, 2,7) : « La face intérieure des murs se satisfait de la seule blancheur de la pierre polie (…). Si d’autre part tu t’inquiètes de mes marbres, c’est un fait que Paros, Carystos, Proconèse, la Phrigie, la Numidie, Sparte n’ont point déposé en ces lieux les plaques aux couleurs variées de leurs carrières, et les pierres de mes thermes n’offrent point non plus aux regards cette apparence trompeuse d’un semis d’écailles que donnent les rochers d’Éthiopie et leurs montagnes de pourpre teints d’un rouge naturel. Mais si nous ne sommes riches de la solidité d’aucune pierre étrangère, ma chaumière ou, si tu préfères, ma cabane possède au moins la fraîcheur du pays. Prête donc attention à ce que nous possédons plutôt qu’à ce que nous ne possédons pas ».

## Politique et administration

### Découpage territorial
La commune d'Aydat est membre de la communauté de communes Mond'Arverne Communauté, un établissement public de coopération intercommunale (EPCI) à fiscalité propre créé le 1er janvier 2017 dont le siège est à Veyre-Monton. Ce dernier, issu de la fusion de trois communautés de communes, est par ailleurs membre d'autres groupements intercommunaux.
Sur le plan administratif, elle est rattachée au district de Clermont-Ferrand en 1793 puis à l'arrondissement de Clermont-Ferrand depuis 1801, à la circonscription administrative de l'État du Puy-de-Dôme et à la région Auvergne-Rhône-Alpes. Elle faisait partie du canton de Saint-Amant en 1793 puis du canton de Saint-Amant-Tallende de 1801 à mars 2015.
Sur le plan électoral, elle dépend du canton d'Orcines pour l'élection des conseillers départementaux, depuis le redécoupage cantonal de 2014 entré en vigueur en 2015, et de la troisième circonscription du Puy-de-Dôme pour les élections législatives, depuis le dernier découpage électoral de 2010.

### Élections municipales et communautaires

#### Élections de 2020
Le conseil municipal d'Aydat, commune de plus de 1 000 habitants, est élu au scrutin proportionnel de liste à deux tours (sans aucune modification possible de la liste), pour un mandat de six ans renouvelable. Compte tenu de la population communale, le nombre de sièges à pourvoir lors des élections municipales de 2020 est de 19. Les dix-neuf conseillers municipaux sont élus au premier tour avec un taux de participation de 54,23 %, se répartissant en : seize sièges pour la liste de Franck Serre et trois sièges pour la liste de Catherine Soustrot.
Les trois sièges attribués à la commune au sein du conseil communautaire de la communauté de communes Mond'Arverne Communauté font partie de la liste de Franck Serre.
Le conseil municipal, réuni le 25 mai 2020 pour élire le maire (Franck Serre), a désigné cinq adjoints.

### Liste des maires
| Période                                  | Période                   | Identité            | Étiquette    | Qualité |
| ---------------------------------------- | ------------------------- | ------------------- | ------------ | --- |
| Les données manquantes sont à compléter. |                           |                     |              | |
| 1800                                     | 1832                      | Jean Girard         |              | notaire à Fohet |
| 1832                                     | 1873                      | Gabriel Lafarge     |              | cultivateur à Fontclairant |
| 1873                                     | 1874                      | Alexis Girard       |              | cultivateur à Fohet |
| 1874                                     | 1876                      | Antoine Dubois      |              | propriétaire à Phialeix, gendre de Gabriel Lafarge                                                                                |
| 1876                                     | 1889                      | Barthélémy Bourdier |              | notaire à Rouillas-Bas |
| 1889                                     | 1912                      | Antoine Girard      |              | cultivateur à Fohet |
| 1912                                     | 1925                      | François Gaillard   |              | notaire à Rouillas-Bas |
| 1925                                     | 1929                      | Boucheix            |              | |
| 1929                                     | 1942                      | Louis Mercier       |              | cultivateur à Rouillas-Bas |
| 1953                                     | 1983                      | Roland Viel         | SFIO puis PS | Agriculteur Président de la Chambre d'agriculture du Puy-de-Dôme Conseiller général du canton de Saint-Amant-Tallende (1964-1979) |
| 1983                                     | 1989                      | Alain Soustrot      |              | |
| mars 1989                                | 2007                      | Jean Mercier        |              | |
| 2007                                     | mars 2008                 | Christian Gardette  |              | Cadre informatique |
| mars 2008                                | 25 mai 2020               | Roger Lepetit       | ? puis UDI   | Retraité |
| 25 mai 2020                              | En cours (au 29 mai 2020) | Franck Serre        |              | Agriculteur |

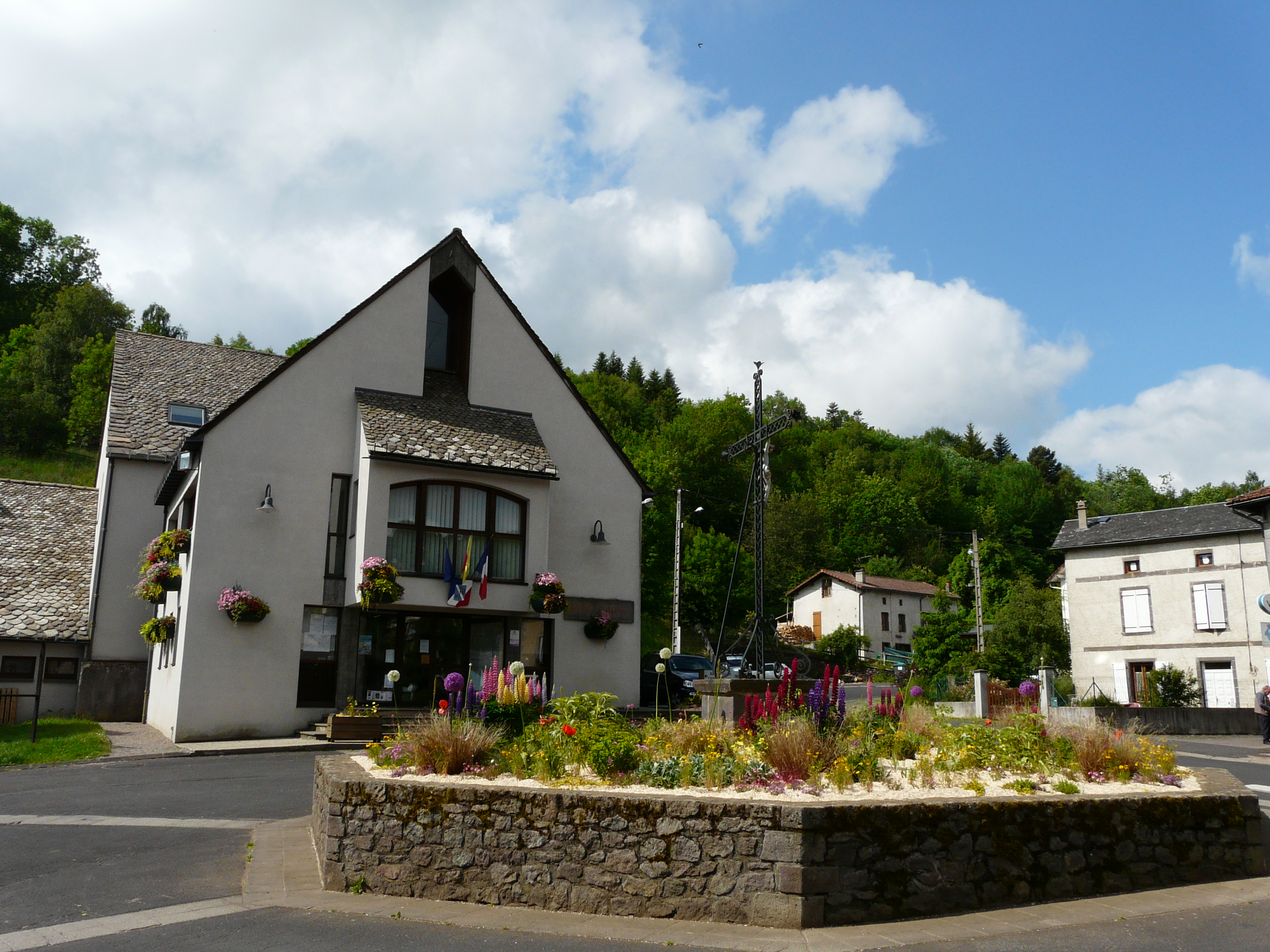
La mairie.

Maire pendant plus de 40 ans de 1832 à son décès en 1873 à l'âge de 89 ans, Gabriel Lafarge fut à l'époque l'un des maires les plus âgés du département.[réf. nécessaire]

### Autres élections
Aux élections municipales de 2014, le maire sortant, Roger Lepetit, s'est représenté. Il a été réélu au second tour avec 46,45 % des voix, acquérant de fait quinze sièges au conseil municipal dont cinq au conseil communautaire. Il bat les deux autres candidats, Christophe Troquier, avec 35,67 % des voix et Christine Pacaud avec 17,87 %. Le taux de participation est de 73,18 %.
Il ne s'est, en revanche, pas représenté en 2020 ; l'élection a été remportée par Franck Serre.

### Jumelages
La commune est jumelée avec Corcelles-en-Beaujolais et Marennes.

## Équipements et services publics

### Eau, assainissement et déchets
L'approvisionnement en eau potable est assurée par le syndicat mixte de l'eau (SME) ; l'assainissement et la protection des milieux aquatiques sont gérés par le syndicat mixte des vallées de la Veyre et de l'Auzon (SMVVA).
La gestion des déchets est assurée par le SICTOM des Couzes.

### Espaces publics
La commune d'Aydat a obtenu, en 2018, le niveau 3 de la charte d'entretien des espaces publics, dans le cadre de la réduction de l'utilisation de pesticides et autres produits phytosanitaires. Elle obtient le label « Terre Saine » porté par le ministère de la Transition écologique et solidaire.

### Enseignement
Aydat dépend de l'académie de Clermont-Ferrand. Elle gère une école maternelle et une école élémentaire publiques.
Les élèves poursuivent leur scolarité au collège Henri-Pourrat de Ceyrat, puis à Clermont-Ferrand, aux lycées Jeanne-d'Arc ou Blaise-Pascal.

### Santé
La commune avait pour projet de créer une maison médicale, avec un médecin généraliste, un cabinet d'infirmières et un ostéopathe, pour un montant d'environ 625 000 €. La maison a été ouverte en mars 2020.

### Justice
Aydat dépend de la cour d'appel de Riom et des tribunaux judiciaire et de commerce de Clermont-Ferrand.

## Population et société

### Démographie

#### Évolution démographique
Les habitants sont nommés les Aydatois.
L'évolution du nombre d'habitants est connue à travers les recensements de la population effectués dans la commune depuis 1793. Pour les communes de moins de 10 000 habitants, une enquête de recensement portant sur toute la population est réalisée tous les cinq ans, les populations de référence des années intermédiaires étant quant à elles estimées par interpolation ou extrapolation. Pour la commune, le premier recensement exhaustif entrant dans le cadre du nouveau dispositif a été réalisé en 2005.

En 2022, la commune comptait 2 548 habitants, en évolution de +9,03 % par rapport à 2016 (Puy-de-Dôme : +2,1 %, France hors Mayotte : +2,11 %).
| 1793  | 1800  | 1806  | 1821  | 1831  | 1836  | 1841  | 1846  | 1851  |
| ----- | ----- | ----- | ----- | ----- | ----- | ----- | ----- | ----- |
| 1 617 | 1 588 | 1 440 | 1 755 | 1 649 | 1 782 | 1 595 | 1 627 | 1 774 |

| 1856  | 1861  | 1866  | 1872  | 1876  | 1881  | 1886  | 1891  | 1896  |
| ----- | ----- | ----- | ----- | ----- | ----- | ----- | ----- | ----- |
| 1 615 | 1 600 | 1 541 | 1 567 | 1 545 | 1 541 | 1 568 | 1 503 | 1 441 |

| 1901  | 1906  | 1911  | 1921  | 1926  | 1931  | 1936  | 1946 | 1954 |
| ----- | ----- | ----- | ----- | ----- | ----- | ----- | ---- | ---- |
| 1 532 | 1 511 | 1 437 | 1 198 | 1 173 | 1 120 | 1 104 | 919  | 888  |

| 1962 | 1968 | 1975 | 1982  | 1990  | 1999  | 2005  | 2006  | 2010  |
| ---- | ---- | ---- | ----- | ----- | ----- | ----- | ----- | ----- |
| 831  | 810  | 789  | 1 107 | 1 322 | 1 647 | 1 927 | 1 956 | 2 192 |

| 2015  | 2020  | 2022  | - | - | - | - | - | - |
| ----- | ----- | ----- | - | - | - | - | - | - |
| 2 329 | 2 511 | 2 548 | - | - | - | - | - | - |

#### Pyramide des âges
En 2018, le taux de personnes d'un âge inférieur à 30 ans s'élève à 32,6 %, soit en dessous de la moyenne départementale (34,2 %). De même, le taux de personnes d'âge supérieur à 60 ans est de 23,5 % la même année, alors qu'il est de 27,9 % au niveau départemental.
En 2018, la commune comptait 1 219 hommes pour 1 203 femmes, soit un taux de 50,33 % d'hommes, légèrement supérieur au taux départemental (48,41 %).
Les pyramides des âges de la commune et du département s'établissent comme suit.
| Hommes | Classe d’âge | Femmes |
| ------ | ------------ | ------ |
| 0,6    | 90 ou +      | 0,5    |
| 5,0    | 75-89 ans    | 6,2    |
| 17,6   | 60-74 ans    | 17,2   |
| 23,5   | 45-59 ans    | 22,1   |
| 20,8   | 30-44 ans    | 21,4   |
| 10,8   | 15-29 ans    | 9,8    |
| 21,7   | 0-14 ans     | 22,9   |

| Hommes | Classe d’âge | Femmes |
| ------ | ------------ | ------ |
| 0,7    | 90 ou +      | 2,1    |
| 7,4    | 75-89 ans    | 10,2   |
| 17,7   | 60-74 ans    | 18,6   |
| 20,2   | 45-59 ans    | 19,2   |
| 18,4   | 30-44 ans    | 17,4   |
| 18,6   | 15-29 ans    | 17,2   |
| 17     | 0-14 ans     | 15,3   |

## Économie

### Emploi
En 2014, la population âgée de quinze à soixante-quatre ans s'élevait à 1 464 personnes, parmi lesquelles on comptait 78,6 % d'actifs dont 72,7 % ayant un emploi et 5,9 % de chômeurs.
On comptait 286 emplois dans la zone d'emploi. Le nombre d'actifs ayant un emploi résidant dans la zone étant de 1 084, l'indicateur de concentration d'emploi s'élève à 26,4 %, ce qui signifie que la commune offre moins d'un emploi par habitant actif.
923 des 1 084 personnes âgées de quinze ans ou plus (soit 85,1 %) sont des salariés. Seuls 17,7 % des actifs travaillent dans la commune de résidence.

### Entreprises
Au 1er janvier 2015, Aydat comptait 116 entreprises : cinq dans l'industrie, seize dans la construction, 38 dans le commerce, le transport, l'hébergement et la restauration, 27 dans les services aux entreprises et 30 dans les services aux particuliers.
En outre, elle comptait 123 établissements.

### Tourisme
La commune abrite le siège de Mond'Arverne Tourisme, entité de la communauté de communes Mond'Arverne Communauté issue de la fusion des offices de tourisme de Gergovie Val d'Allier et des Cheires.
Selon l'Insee et la direction générale des entreprises (DGE), la commune comptait, au 1er janvier 2020, deux hôtels, totalisant quinze chambres (un hôtel deux étoiles avec neuf chambres, ainsi qu'un hôtel non classé avec six chambres) : l'hôtel des Cygnes, à Sauteyras, et un hôtel de plein air, au Bois du Lot. Elle possède aussi quatre chambres d'hôtes et 16 gîtes classés ou non.
La commune comptait, en 2018, trois campings : le camping des Volcans, à la Garandie (trois étoiles, 1,3 ha, 59 emplacements), le camping du lac d'Aydat (trois étoiles, 9 ha, 150 emplacements) et le camping La Clairière, à Rouillas-Bas (trois étoiles, 1,5 ha, 60 emplacements).
Une aire de camping-car est ouverte toute l'année.

## Culture locale et patrimoine

### Lieux et monuments
- Le lac d'Aydat : il s'étend sur 65 hectares pour une profondeur de 15 mètres. Le lac accueille une base nautique.
- Le lac de la Cassière : il est connu pour ses variations importantes et inexpliquées de son niveau d'eau. D'une profondeur d'environ 7 mètres, son niveau descend parfois, sur plusieurs mois, voire plusieurs années, jusqu'à un assèchement quasi total. Ce fut le cas entre les deux guerres mondiales et plus récemment au début des années 1990. Activités de pêche : truites, sandres, brochets, perches, gardons.

Ces deux lacs se sont formés naturellement après de l'éruption il y a environ 8 000 ans du puy de la Vache et du puy de Lassolas et de la coulée de lave : la cheire d'Aydat, de 14 km qui en a résulté. La coulée a coupé le lit de la Veyre, affluent de la Monne et sous-affluent de l'Allier.
- Le menhir de Pierre Longue, entre Phialeix et Fohet (4,75 m de haut), au lieu dit Pierre Longue[Ay 15]. Resté couché jusqu'au XVIIIe siècle[RAP 22], le monolithe est aussi connu sous le nom de « Pierre couchée »[Note 4], bien qu'il soit de nouveau dressé par les membres d'une association de géobiologie clermontoise sur un terrain privé en présence de ses propriétaires du moment, depuis le 31 décembre 1991[réf. nécessaire]. Son poids est de 12,1 tonnes (15 tonnes selon la mairie[Ay 15]) mesuré à ce moment-là lors de sa remontée bien qu'estimé depuis des années à moins de 9 tonnes suivant des registres d'études scientifiques.
- L'église Saint-Sidoine dans le village d'Aydat, classée au titre des monuments historiques depuis 1970[49]. Église romane du XIIe siècle. Côté sud, des tourelles en pierre retiennent les murs de l'église. À l'intérieur, les piliers proches du chœur penchent tels la tour de Pise et les murs s'écartent. Des tirants ont aussi été posés pour retenir les murs.
- L'église Saint-Julien dans le village de Fohet.
- Le château de Montlosier, siège du parc naturel régional des volcans d'Auvergne.
- Le château de Montredon (en ruine) au sommet du Mont Redon.
- La fontaine-calvaire de Ponteix (en face de l'église), réalisée dans la deuxième moitié du XIXe siècle, inscrite au titre des monuments historiques depuis 1990[50].
- Statue de saint Jacques, en bois, datée du XVIIe siècle, classée au titre des monuments historiques depuis 1966, conservée dans l'église de Rouillat Bas[51].
- Croix de cimetière du XVIe siècle à Fohet, classée au titre des monuments historiques depuis 1910[52].

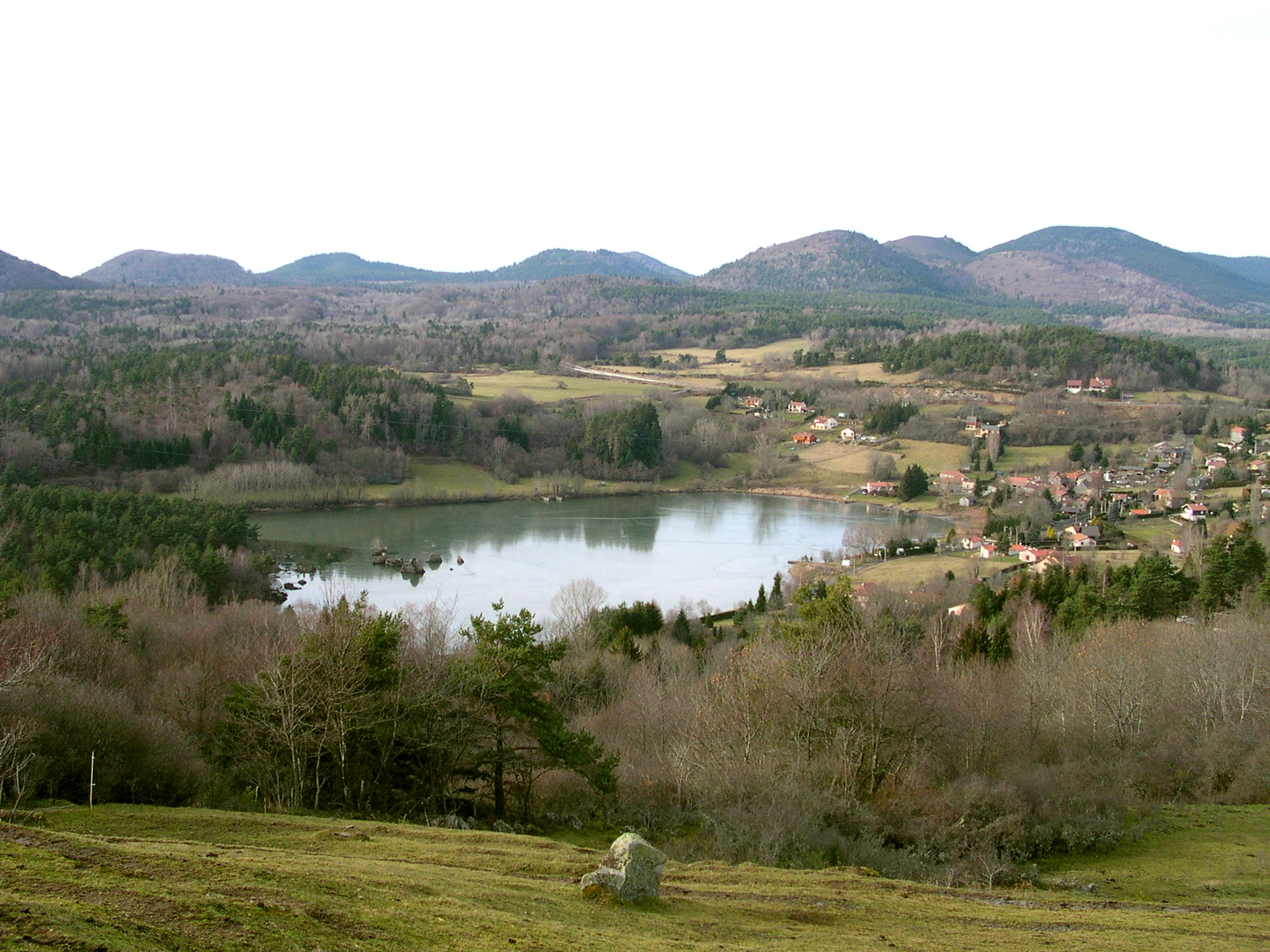
Le lac de la Cassière.
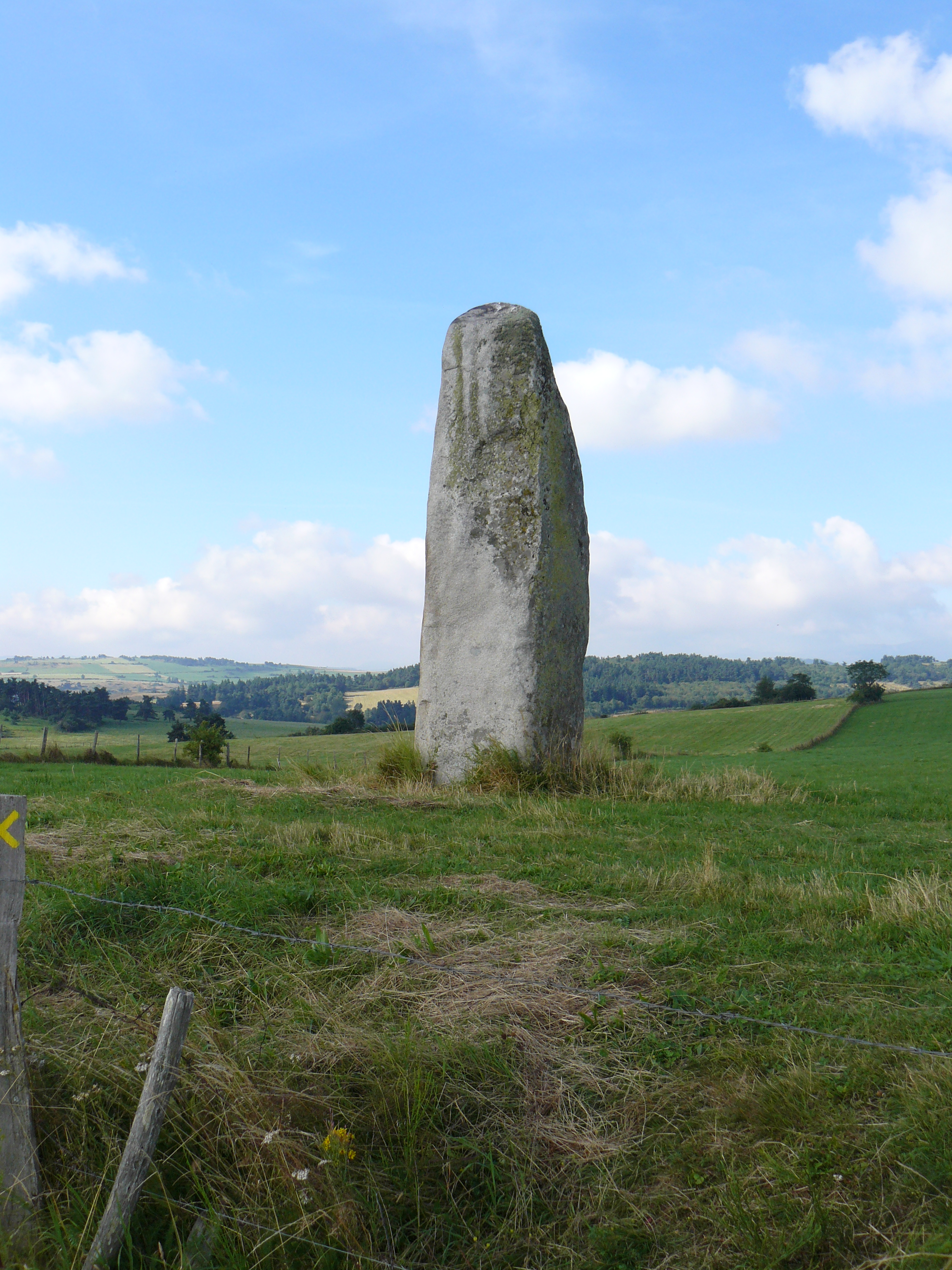
Le menhir de Fohet.
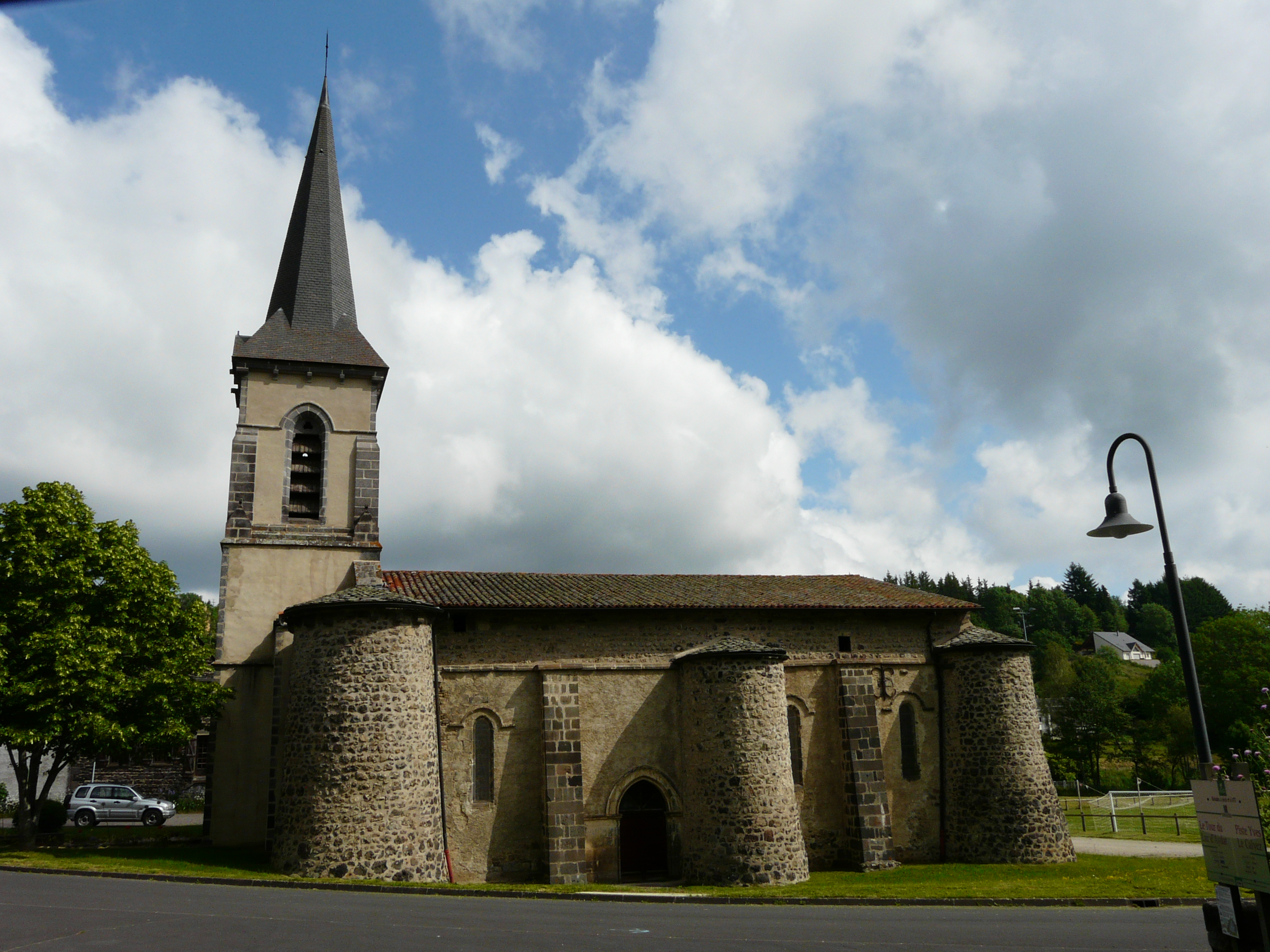
L'église d'Aydat.
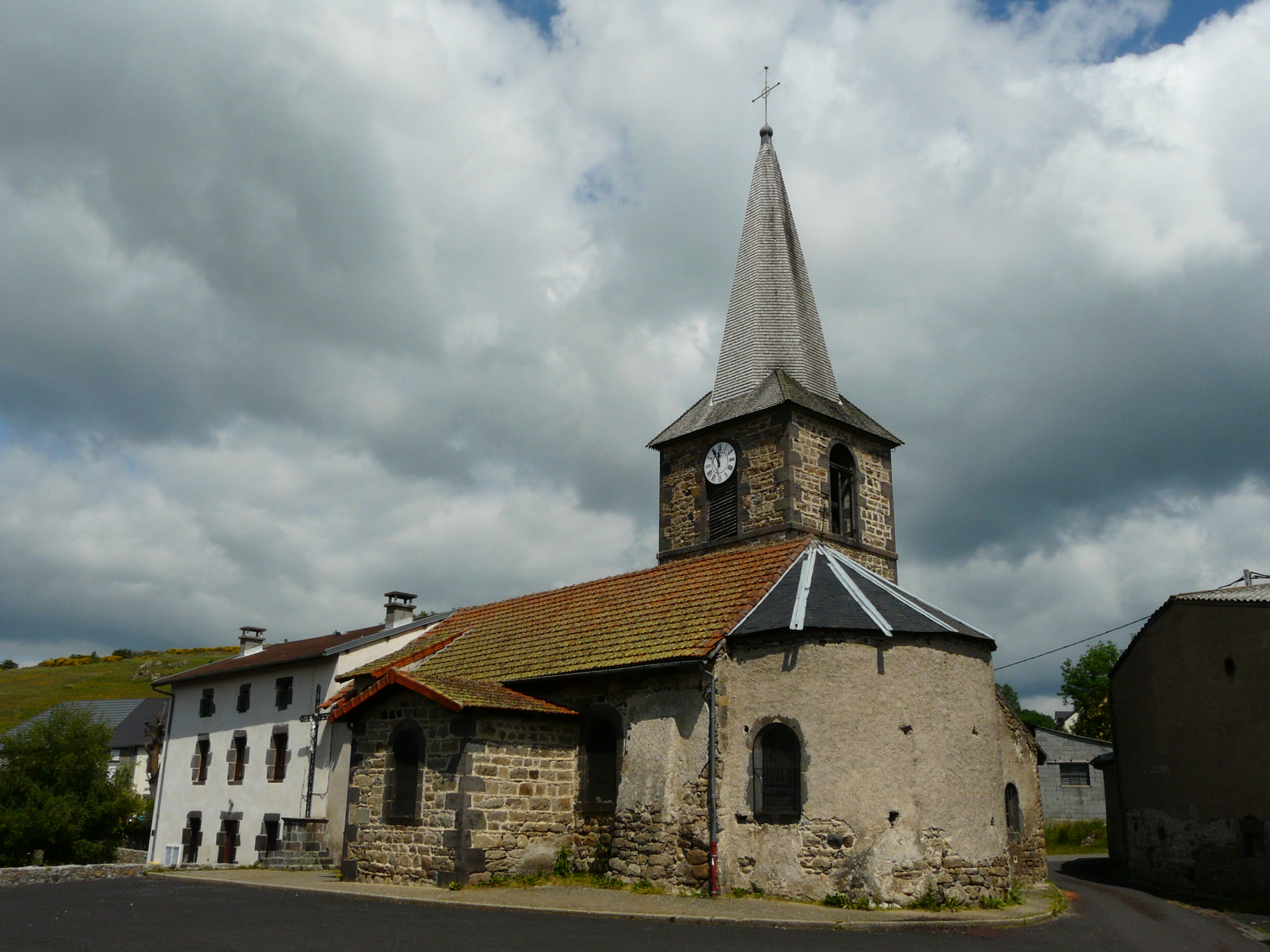
L'église de Fohet.
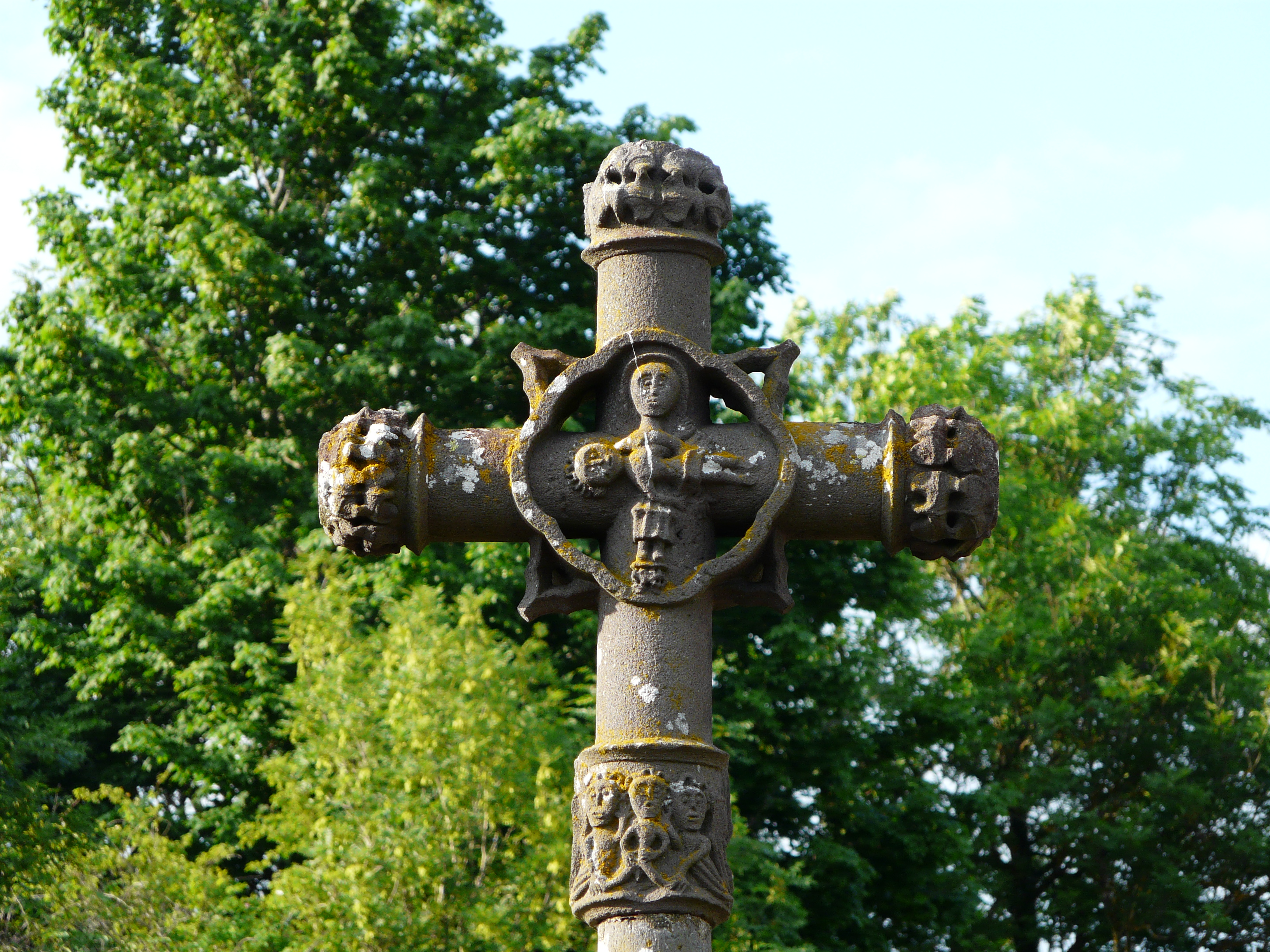
La croix de cimetière de Fohet.

### Personnalités liées à la commune
- Sidoine Apollinaire, homme politique, évêque et écrivain, y possédait un domaine qu'il mentionne dans ses écrits[53]. Une rue du village porte son nom.
- Eparchius Avitus (v. 395 - 456), noble arverne qui fut empereur romain d'Occident de 455 à 456. Sa propriété en Auvergne comprenant un lac, des terres et demeures se situe sur l'actuelle commune d'Aydat[Note 5]
- Victor Bataille, sénateur du Puy-de-Dôme, né à Aydat.
- Papianilla (floruit 455), aristocrate gallo-romaine d'Auvergne, épouse de Sidoine Apollinaire. Elle acquit lors de son mariage la propriété d'Avitacum, actuellement située sur la commune d'Aydat.
- Joseph Planeix (1915-1993), député de la 3e circonscription du Puy-de-Dôme de 1962 à 1978[54], est né dans le village de la Garandie[Ay 2].
- Paul Bourget (1852-1935), de l'académie française, décrit Aydat et ses environs dans son roman Le Disciple.

### Cinéma
- En 1955, Gilles Grangier tourna sur la commune plusieurs scènes du film Gas-oil, avec Jean Gabin et Jeanne Moreau. Les tournages eurent lieu sur la RD 5 (scène de l'arrestation finale), la RD 788, la RD 90, la RD 213, et l'ancienne RN 89 (vers l'ancien tunnel de la Cassière).

### Héraldique
| Blason de Aydat | Blason  | D'azur à la bande ondée d'argent accompagné à dextre d'un sautoir ancré d'or et à senestre d'une couronne de laurier du même, à la crosse d'or posée en pal et brochant sur le tout. |
| Blason de Aydat | Détails | Le statut officiel du blason reste à déterminer. |